# Исламзаде, Акиф Гадир оглы
Акиф Гадир оглы Исламзаде (азерб. Akif Qədir oğlu İslamzadə; род. 8 августа 1948, Баку) — азербайджанский советский эстрадный певец.

## Биография
Акиф Исламзаде родился 8 августа 1948 года в г. Баку. Мать певца — известная ханенде, народный артист Азербайджанской ССР Сара Гадимова.
В 1976 году начал работать в симфоническом оркестре имени Тофика Ахмедова Азербайджанского Государственного Телевидения и Радио.
В 1979 году окончил Институт народного хозяйства Азербайджана.
В 1986 году певец вследствие болезни потерял свой голос, и с тех пор прекратил выступать на сцене.
В 1992—1993 годах являлся начальником главного управления культуры города Баку.

## Творчество
Из песен которые исполнял Акиф Исламзаде можно выделить «Сары гялин» и «Бу гедже».
В 1985 году Акиф Исламзаде в дуэте с Бриллиант Дадашевой записал песню «Всё прекрасно в жизни» (азерб. «Hər şey gözəldir həyatda»), ставшую в то время хитом в Азербайджане.
В 2021 году ASAN Radio выпустило альбом «Yol» в который вошли 7 песен певца. В альбоме были использованы новые аранжировки старых песен артиста, а также ранее не использовавшиеся старые записи голоса артиста.

## Награды
В 2016, 2017 и 2018 годах Акифу Исламзаде была присуждена премия Президента Азербайджана для деятелей искусств, а в 2019 году персональная пенсия Президента Азербайджана для деятелей культуры и искусства.
14 августа 2023 года награждён орденом «Шохрат» за заслуги в развитии музыкальной культуры Азербайджана.